# Камышинка (Нижнетавдинский район)
Камы́шинка — деревня в Нижнетавдинском районе Тюменской области России. Входит в состав Антипинского сельского поселения.

## География
Деревня находится в западной части Тюменской области, в пределах юго-западной части Западно-Сибирской низменности, в зоне подтайги, на южном берегу озера Камышино, на расстоянии примерно 43 км (по прямой) к северо-востоку от села Нижняя Тавда, административного центра района.

### Климат
Климат резко континентальный с холодной продолжительной зимой и коротким тёплым летом. Средняя температура воздуха самого холодного месяца (января) — −18,6 °C (абсолютный минимум — −53 °C); самого тёплого месяца (июля) — 17,6 °C (абсолютный максимум — 38 °С). Безморозный период длится в среднем 111 дней. Среднегодовое количество атмосферных осадков составляет 300—400 мм, из которых 70 % выпадает в тёплый период. Продолжительность залегания снежного покрова составляет в среднем 156 дней.

### Часовой пояс
Деревня Камышинка, как и вся Тюменская область, находится в часовой зоне МСК+2. Смещение применяемого времени относительно UTC составляет +5:00.

## Население
| 2010 |
| ---- |
| 0    |